# Martyn Green
Pour les articles homonymes, voir Green.
Martyn Green est un acteur et chanteur britannique, ponctuellement producteur et réalisateur, né le 22 avril 1899 à Londres (Royaume-Uni), mort le 8 février 1975  à Hollywood (Californie).

## Filmographie

### comme acteur
- 1926 : The Mikado : Presumed Chorister
- 1939 : The Mikado : Ko-Ko
- 1953 : The Story of Gilbert and Sullivan : George Grossmith
- 1955 : Hallmark Hall of Fame, épisode Alice in Wonderland (TV) : White Rabbit
- 1957 : Pinocchio (TV) : Fox
- 1968 : A Lovely Way to Die : Finchley
- 1973 : The Iceman Cometh : Cecil Lewis
- 1974 : Cyrano (TV) : Comte de Guiche (voix)

### comme producteur et réalisateur
- 1960 : The Bell Telephone Hour (série TV), épisode The Mikado